# Зеравшан (посёлок)
Зеравшан (тадж. Зарафшон) — посёлок городского типа в Согдийской области Таджикистана, входит в Айнинский район.

## География
Расположен на северном склоне Гиссарского хребта. По северным границам протекает Ягноб. С юга на север посёлок пересекает река Джиджикруд

## История
Возник как центр горнодобывающей промышленности (добыча золота).
В 1952 г. указом ВС ТадССР кишлак Джижикрут отнесён к категории рабочих посёлков, с присвоением наименования — Зеравшан.

## Население
| 1959 | 1970 | 1979 | 1989 | 2013 | 2022 |
| ---- | ---- | ---- | ---- | ---- | ---- |
| 866  | 693  | 1828 | 2050 | 2200 | 3000 |